# Таємниці Парижа (фільм)
«Таємниці Парижа» (англ. The Secrets of Paris) — американський німий драматичний фільм 1922 року режисера Кеннета С. Вебба з Лью Коді, Гледіс Хюлетт та Еффі Шеннон у головних ролях.

## У ролях
- Лью Коді — король Рудольф
- Гледіс Хюлетт — Мейфлауер
- Еффі Шеннон — мадам Ферран
- Монтегю Лав — шкільний вчитель
- Гаррі Созерн — Хоппі
- Роуз Коглан — Сова
- Вільям Кольєр-молодший — Франсуа
- Дж. Барні Шеррі — канцлер
- Долорес Кассінеллі — Лола
- Бредлі Баркер — індус
- Уолтер Джеймс — Душитель
- Джейн Томас — Марго